# Fabio Quagliarella
Fabio Quagliarella (phát âm tiếng Ý: [ˈfaːbjo kwaʎʎaˈrɛlla]; sinh ngày 31 tháng 1 năm 1983) là một cựu cầu thủ bóng đá chuyên nghiệp người Ý từng chơi ở vị trí tiền đạo.
Trong suốt sự nghiệp, anh đã chơi cho 8 câu lạc bộ tại Ý; giành 3 chức vô địch Serie A liên tiếp từ mùa 2011–2012 đến 2013–14, 2 siêu cúp Ý 2012 và 2013 với Juventus. Ngoài ra anh còn vô địch Serie C2 mùa giải 2002-03 với Fiorentia.
Ở cấp độ quốc tế, anh thi đấu cho các đội trẻ của Ý từ U-18 đến U-21 trước khi ra mắt đội tuyển quốc gia từ năm 2007 đến năm 2019. Anh từng tham dự Euro 2008, Cúp Liên đoàn các châu lục 2009 và World Cup 2010.

## Thống kê sự nghiệp

### Câu lạc bộ
| Câu lạc bộ          | Mùa giải            | Vô địch quốc gia    | Vô địch quốc gia | Vô địch quốc gia | Cúp quốc gia1 | Cúp quốc gia1 | Cúp châu Âu2 | Cúp châu Âu2 | Tổng cộng | Tổng cộng |
| Câu lạc bộ          | Mùa giải            | Hạng đấu            | Số trận          | Số bàn           | Số trận       | Số bàn        | Số trận      | Số bàn       | Số trận   | Số bàn    |
| ------------------- | ------------------- | ------------------- | ---------------- | ---------------- | ------------- | ------------- | ------------ | ------------ | --------- | --------- |
| Torino              | 1999–2000           | Serie A             | 1                | 0                | 0             | 0             | –            | –            | 1         | 0         |
| Torino              | 2000–01             | Serie B             | 0                | 0                | 0             | 0             | –            | –            | 0         | 0         |
| Torino              | 2001–02             | Serie A             | 4                | 0                | 0             | 0             | –            | –            | 4         | 0         |
| Tổng cộng           | Tổng cộng           | Tổng cộng           | 5                | 0                | 0             | 0             | 0            | 0            | 5         | 0         |
| Fiorentina          | 2002–03             | Serie C2            | 12               | 1                | 0             | 0             | –            | –            | 12        | 1         |
| Chieti              | 2002–03             | Serie C1            | 11               | 2                | 0             | 0             | –            | –            | 11        | 2         |
| Chieti              | 2003–04             | Serie C1            | 32               | 17               | 0             | 0             | –            | –            | 32        | 17        |
| Tổng cộng           | Tổng cộng           | Tổng cộng           | 43               | 19               | 0             | 0             | 0            | 0            | 43        | 19        |
| Torino              | 2004–05             | Serie B             | 34               | 7                | 4             | 2             | –            | –            | 38        | 9         |
| Ascoli              | 2005–06             | Serie A             | 32               | 3                | 0             | 0             | –            | –            | 32        | 3         |
| Sampdoria           | 2006–07             | Serie A             | 35               | 13               | 7             | 1             | –            | –            | 42        | 14        |
| Udinese             | 2007–08             | Serie A             | 37               | 12               | 2             | 0             | –            | –            | 39        | 12        |
| Udinese             | 2008–09             | Serie A             | 36               | 13               | 1             | 0             | 11           | 8            | 48        | 21        |
| Tổng cộng           | Tổng cộng           | Tổng cộng           | 73               | 25               | 3             | 0             | 11           | 8            | 87        | 33        |
| Napoli              | 2009–10             | Serie A             | 34               | 11               | 2             | 0             | –            | –            | 36        | 11        |
| Napoli              | 2010–11             | Serie A             | 0                | 0                | 0             | 0             | 1            | 0            | 1         | 0         |
| Tổng cộng           | Tổng cộng           | Tổng cộng           | 34               | 11               | 2             | 0             | 1            | 0            | 37        | 11        |
| Juventus            | 2010–11             | Serie A             | 17               | 9                | 0             | 0             | 0            | 0            | 17        | 9         |
| Juventus            | 2011–12             | Serie A             | 23               | 4                | 4             | 0             | –            | –            | 27        | 4         |
| Juventus            | 2012–13             | Serie A             | 27               | 9                | 1             | 0             | 7            | 4            | 35        | 13        |
| Juventus            | 2013–14             | Serie A             | 17               | 1                | 2             | 1             | 4            | 2            | 23        | 4         |
| Tổng cộng           | Tổng cộng           | Tổng cộng           | 84               | 23               | 7             | 1             | 11           | 6            | 102       | 30        |
| Torino              | 2014–15             | Serie A             | 34               | 13               | 0             | 0             | 12           | 4            | 46        | 17        |
| Torino              | 2015–16             | Serie A             | 16               | 5                | 2             | 0             | –            | –            | 18        | 5         |
| Tổng cộng           | Tổng cộng           | Tổng cộng           | 89               | 25               | 6             | 2             | 12           | 4            | 107       | 31        |
| Sampdoria           | 2015–16             | Serie A             | 16               | 3                | 0             | 0             | 0            | 0            | 16        | 3         |
| Sampdoria           | 2016–17             | Serie A             | 37               | 12               | 1             | 0             | 0            | 0            | 38        | 12        |
| Sampdoria           | 2017–18             | Serie A             | 35               | 19               | 1             | 0             | 0            | 0            | 36        | 19        |
| Sampdoria           | 2018–19             | Serie A             | 37               | 26               | 2             | 0             | –            | –            | 39        | 26        |
| Sampdoria           | 2019–20             | Serie A             | 28               | 11               | 1             | 1             | –            | –            | 29        | 12        |
| Sampdoria           | 2020–21             | Serie A             | 33               | 13               | 0             | 0             | –            | –            | 33        | 13        |
| Sampdoria           | 2021–22             | Serie A             | 33               | 4                | 2             | 2             | –            | –            | 35        | 6         |
| Sampdoria           | 2022–23             | Serie A             | 23               | 1                | 2             | 0             | –            | –            | 25        | 1         |
| Sampdoria           | Tổng cộng           | Tổng cộng           | 242              | 89               | 9             | 3             | –            | –            | 251       | 92        |
| Tổng cộng sự nghiệp | Tổng cộng sự nghiệp | Tổng cộng sự nghiệp | 647              | 210              | 41            | 7             | 35           | 18           | 723       | 235       |

1Bao gồm Cúp quốc gia Italia, Coppa Italia Serie C và Siêu cúp bóng đá Ý.
2Bao gồm Cúp châu Âu, UEFA Champions League và UEFA Europa League.

### Quốc tế
| 2007  | 7  | 2 |
| 2008  | 3  | 1 |
| 2009  | 7  | 0 |
| 2010  | 8  | 3 |
| 2019  | 3  | 2 |
| Total | 28 | 8 |

#### Bàn thắng quốc tế
Tỷ số của Ý viết trước.
| STT | Ngày                | Sân                                            | Đối thủ        | Bàn thắng | Kết quả | Khuôn khổ           |
| --- | ------------------- | ---------------------------------------------- | -------------- | --------- | ------- | ------------------- |
| 1.  | 6 tháng 6 năm 2007  | Sân vận động Darius và Girėnas, Kaunas, Litva  | Litva          | 1–0       | 2–0     | Vòng loại Euro 2008 |
| 2.  | 6 tháng 6 năm 2007  | Sân vận động Darius và Girėnas, Kaunas, Litva  | Litva          | 2–0       | 2–0     | Vòng loại Euro 2008 |
| 3.  | 6 tháng 2 năm 2008  | Letzigrund, Zürich, Thụy Sĩ                    | Bồ Đào Nha     | 3–1       | 3–1     | Giao hữu            |
| 4.  | 5 tháng 6 năm 2010  | Sân vận động Genève, Genève, Thụy Sĩ           | Thụy Sĩ        | 1–1       | 1–1     | Giao hữu            |
| 5.  | 24 tháng 6 năm 2010 | Sân vận động Ellis Park, Johannesburg, Nam Phi | Slovakia       | 2–3       | 2–3     | World Cup 2010      |
| 6.  | 7 tháng 9 năm 2010  | Sân vận động Artemio Franchi, Firenze, Ý       | Quần đảo Faroe | 4–0       | 5–0     | Vòng loại Euro 2012 |
| 7.  | 26 tháng 3 năm 2019 | Sân vận động Ennio Tardini, Parma, Ý           | Liechtenstein  | 3–0       | 6–0     | Vòng loại Euro 2020 |
| 8.  | 26 tháng 3 năm 2019 | Sân vận động Ennio Tardini, Parma, Ý           | Liechtenstein  | 4–0       | 6–0     | Vòng loại Euro 2020 |

## Danh hiệu
Torino
- Serie B: 2000–01

Fiorentina
- Serie C2: 2001–02

Juventus
- Serie A: 2011–12, 2012–13, 2013–14
- Supercoppa Italiana: 2012, 2013

### Cá nhân
- Serie A, Bàn thắng đẹp nhất năm: 2009[4]
- Premio Gentleman Fairplay: 2017[5][6]
- Premio Nazionale Carriera Esemplare "Gaetano Scirea": 2018[7]
- Serie A, Tiền đạo của năm: 2018–19[8]
- Vua phá lưới Serie A: 2018–19 (26 bàn)[9]